# Paolo Marcolin
Paolo Marcolin (Somma Lombardo, 19 novembre 1976) è un giocatore di biliardo italiano.
Giocatore che nel 2007 ha trovato il suo anno migliore, dato che si è classificato al primo posto
al termine di tutte le prove del circuito BTP. Marcolin vanta diverse vittorie e numerosi piazzamenti di rilievo.
Da segnalare: 3º classificato agli europei juniores del 1994, 3º classificato al campionato europeo del 2007 e 3º classificato al campionato del mondo 2019. 

## Palmarès
I principali risultati
- 1994 Campionato italiano Juniores (Rho)
- 2005 Campionato italiano AICS (Altavilla Vicentina)
- 2007 Campionato Europeo per Nazioni
- 2015 Campionato italiano AICS (Altavilla Vicentina)
- 2017 Campionato italiano Masters (Torino)
- 2023 Campione Europeo a squadre per Nazioni 5 birilli (Antalya)

## BTP
Vittorie complessive nel circuito 
- 1 Stagione 2006/2007 (Roma)
- 2 Stagione 2008/2009 (Napoli)
- 3 Stagione 2017/2018 (Settimo Torinese) trofeo Nazionali
- 4 Stagione 2018/2019 (Firenze)
- 5 Stagione 2018/2019 (Arco)
- 6 Stagione 2021/2022 (Cerreto Guidi)